# Shibuya Hikarie
Le Shibuya Hikarie (en Japonais : 渋 谷 ヒ カ リ エ) est un gratte-ciel et un complexe commercial de l'entreprise Tokyu achevé en 2012 et situé dans le quartier commerçant de Shibuya à Tokyo, au Japon.
Le Shibuya Hikarie mesure 183 mètres de haut (599 ft). En 2021 il est à égalité avec le 52e plus haut gratte-ciel du Japon et le 37e bâtiment le plus haut de Tokyo.
Le Shibuya Hikarie utilise énormément l'éclairage des LED et combine shopping / restauration / divertissement de manière similaire au projet Roppongi Hills . Son importance est en partie due à sa proximité immédiate à la gare de Shibuya , à laquelle il est relié à la fois par une passerelle au 2e étage et une passerelle souterraine.
Bien qu'il n'ait pas encore la même importance culturelle que la tour 109 , c'est une destination de choix pour les commerces et les bureaux. Les étages d'accès public (étages 1 à 11) sont marqués par des parois en verre, permettant une vue sur Shibuya et Tokyo.
Le Shibuya Hikarie propose des ventes au détail et un espace événementiel jusqu'au 11e étage, auquel point l'accès est contrôlé au théâtre (11-16) et aux bureaux privés (17-34). Les clients incluent certaines entreprises comme KDDI et un certain nombre de sièges sociaux pour les médias.

## Annonce médiatique
Le Shibuya Hikarie a été présenté par l'agence nationale de tourisme et les médias populaires. La Semaine de la mode de Tokyo a son siège dans ce bâtiment, ce qui se traduit par une couverture positive significative dans la presse nationale. Les médias étrangers ont couvert de nouvelles stratégies de vente au détail,  y compris l'utilisation de "planchers à thème" plutôt que la division de vente au détail traditionnelle de la mode masculine ou des vêtements de sport pour femmes.